# Parrocchia di Red River
La parrocchia di Red River (in inglese Red River Parish) è una parrocchia dello Stato della Louisiana, negli Stati Uniti. La popolazione al censimento del 2000 era di 9 622 abitanti. Il capoluogo è Coushatta.

## Storia
La parrocchia (in Louisiana le parrocchie costituiscono un livello amministrativo equivalente a quello delle contee degli altri stati degli USA) fu creata nel 1871.